# ダンジョンセイバー
『ダンジョンセイバー』 (DUNGEON SAVIOR) は、2000年8月4日に日本のJ・ウイングから発売されたゲームボーイカラー用対戦型ロールプレイングゲーム。ゲームボーイにも対応しており、両対応ソフトとなっている。
任天堂の『ポケットモンスター』と同じように仲間を育ててゲームを進め、そのキャラクターを他のプレイヤーが育てたキャラクターと対戦させることが出来る育成型対戦ロールプレイングゲーム。ジャンルはタワーディフェンスに分類される。開発はフェザードおよびハロウィンが行い、プログラムはPlayStation用ソフト『GUILTY GEAR』（1998年）を手掛けた高見初秋、音楽はPlayStation用ソフト『サモンナイト』（2000年）を手掛けた足立美奈子、キャラクター・デザインはイラストレーターのおおつきべるのが担当している。
少年漫画誌『月刊少年ガンガン』と協同で企画が進められ、同誌の2000年5月号から8月号にかけて外伝漫画が掲載された。また、キャラクター・モンスターやアイテムなどのアイデアを読者から募集し、最終的には2万通を超えるハガキが開発者の元に届いた。その中から54個のアイデアが採用され、実際にゲーム内に登場した。後述のトラッパー&ワイルドハーフ系ガーディアンと同系統の召喚モンスター、ダンジョンの酒場で出てくるNPCが、読者から採用されたものである。

## ゲーム内容

### システム
- 本作はストーリーが6パターンあり、12人のガーディアンそれぞれの観点からストーリーを楽しめる。10人がダンテを倒し平和を守るストーリーで、2人がMDG（モースト・デンジャラス・ギルド）からアマリリスを救うストーリー。創設者ダイゲンと現首領ネターミとソネーミのMDG争奪戦に巻き込まれる。
- セーブデータが1つしかなく、ガーディアンを変えると上書きされ誰も残らない。そのためもう1つのゲームボーイとカセット、通信ケーブルかゲームボーイキューブの赤外線で、育てたキャラクターを移さないといけない。
- 「はじめから」を選択すると乱数で10の内から1つが決定され、その乱数により出現アイテムや酒場に登場する出現キャラクターの有無等が決定される。出現する乱数が3つしかないヤミギツネは滅多に出ない。

### 本拠地
- キャラクター、部隊、アイテム、陣地のダンジョンを管理する。
- 最初からいる部隊はLV5。召喚したキャラクターはLV3。
- クラスチェンジをするには、ランク2になるのがLV15以上。ランク3になるのがLV30以上。ランク4になるためには、ランクを3にしてクラスチェンジアイテムを使用する。
- 召喚アイテムはガーディアンが使用すると召喚画面に移り、召喚する事が出来る。ダンジョン内では使用できない。
- 「ストーリーモード」でステージをクリアすると部隊に登録しているキャラクター全員に経験値100、ダンジョンの仕掛けを6個、SP（サモンポイント）が与えられる。

召喚
仲間（モンスター）を召喚する。召喚にはサモンポイントが必要で、ゲーム開始時点で主人公は一定のポイントを所有している。モンスターは上から順にS・A・B・Cのランクに分けられ、それぞれ召喚に必要なポイント数が異なる。ストーリーモードで対戦に勝利することによってポイントを獲得でき、新たなモンスターを召喚することが出来る。召喚できるモンスターはガーディアンごとに異なり、他系統のモンスターは基本的に召喚できない。そのため、多種族との混合チームにしたい場合は、他プレイヤーからモンスターを譲ってもらうか、召喚を可能にするアイテムを入手する必要がある。
編成
召喚したモンスターを部隊ごとに編成する。1部隊には最大6人まで入れられ、そのチームを20部隊まで保有することが出来る。モンスターのランクごとに人数制限があり、Sランクは1人、Aランクは2人、Bランクは3人までしか同一部隊に入れられない。戦闘でレベルアップしたモンスターをクラスチェンジさせ、より強力な上位ユニットに強化することもできる。
配置
自分のダンジョンにトラップを設置し、守備部隊とガーディアンを配置する。編成したチームの内、敵ダンジョンに侵攻しない部隊を守備として配置する。ダンジョンは、ガーディアンごとに大きく4種類（キャッスルタイプ、タワータイプ、ダンジョンタイプ、ジャングルタイプ）に分けられる。
- 「はいち」で「しゅうせい」をすると戦闘アニメがONになってしまう。
- 「はいち」の「チェック」でダンジョンに入り、すぐに退却して「しんこう」すると自分のガーディアンに侵攻できる。但し、経験値は入らず盗んだアイテム（落とさないため）、宝箱のアイテムだけ持ち帰る事が出来る。
- ダンジョンは各20種類あり、「ストーリーモード」のエンディングを1度見ないと、他のダンジョンを選択できない。

侵攻
編成したチームで敵ダンジョンを攻略する。複数の部隊を送り込むことができるが、一度に操作できるのは1部隊だけである。敵ダンジョンの攻略中に自陣は表示されず、罠にかかったり階層を進んだときのみメッセージで知らされる。また、味方の守備部隊と敵侵攻部隊が接触した際は画面が切り替わり、通常の戦闘画面が開かれる。敵ダンジョンの最深部にいるガーディアンを倒すか、自分のダンジョンに攻めてきた敵部隊を全て撃退するか、どちらかで勝利する。味方の侵攻部隊が全滅したりガーディアンが敗れたりしても、ゲームオーバーにはならず最終時点の強さのまま自動的にコンティニューされ編成画面に戻る。

### ストーリーモード
- このゲームの大きな特徴は、主人公が敵キャラクターのダンジョンに攻め込むのと同時に自分のダンジョンにも攻め込まれることにある。
- 仲間を召喚（作成）して部隊を編成、自分のダンジョンを作成し敵のダンジョンに侵攻する。大体はこの順序でゲームが進む。
- ストーリーモードをクリアすると、そのデータを持ち越して2周目・3周目をプレイすることが出来る。2周目以降はフリーモードで遊ぶことが可能になる上に、敵モンスターが強くなりダンジョンの配置も変わる。

### フリーモード
- ストーリーモードのクリア後に出来るようになるフリー対戦モード。ストーリーモードで育てたチームを使って、どのダンジョンでも好きに攻略できるようになる。ストーリーモードのクリア回数が増えるにつれ、「やさしい」「ふつう」「むずかしい」と難易度の選択肢が広がっていく。
- 得られる経験値はストーリーモードの半分になっている。

### 重大なバグ
データ消滅の可能性大のバグについて
- 変身系の技はデータが消える可能性が非常に高い[1]。「オート」を使用したり、敵が使うと突然画面が消える。電源を入れ直すと「さいしょから」になっている。極力バグ発生の恐れのあるキャラクターを使用しないことが防止策となる[1]。

使用するキャラクターと危険性が高い技
- ネクロマンサー
  - リビングドール系－ランク1－リビングドール（マリオネット）－ランク2－パニックパペット（マインドスキャン、マリオネット）
  - ゴースト系－ランク1－ゴースト（とりつく）ーランク2ーガスト（とりつく）ーランク3－シャドウ（シャドー・コピー）
- ウィザード
  - ウィッチ系－ランク4－ヘル（ネガティブ・Ｃ）
- 酒場で仲間になるキャラクター
  - ドロニャーゴ（ばけねこ）
  - サラ（メタモルフォーゼ）
  - シェイド（ネガポジチェンジ）
  - ヤミギツネ（へんげのじゅつ）
  - みやび（りゅうへんげ）

## 設定

### ストーリー
魔術師マールから呪われし予言を聞いたグランドール国王グランドール33世は、恐れのあまりマールを殺害してしまう。狂気に駆られた王は王妃をも殺害し、わが子にまで手をかけようとしていた。
その後、グランドール王国は滅亡し、新たにノースホルンが建国された。ようやく訪れた安息の日々。しかし、そんな日々もノースホルン王クルーガの放っていた斥候の情報によって打ち砕かれてしまう。隣国のアルガニスタンに不穏な動きあり、とのことだった。
ノースホルンと同時に独立したアルガニスタン国。破竹の勢いで快進撃を続ける漆黒の騎士団。その騎士団を指揮するのは、呪われし子と忌み嫌われたあの王子だった。

### アルカディアの歴史
この世に唯一神が誕生し、新たな3人の神を生んだ。その神のうち「中立」を司る絶対神バルディアが創造したのがこのゲームの舞台となるアルカディアである。
バルディアはアルカディアを治めるために6大柱神を創造。後にその6大柱神は天上人を創造、地上にも最初の人間パンドラを創造した。翌年、パンドラは地上界に5将星（ダンテ、ファウスト、グランドール、マール、ダイゲン）を創造、続いて人間を創造した。そして、6大柱神の内の一人であるミュラーとの間にフローディアを儲けるものの、直後にミュラー以外の6大柱神に殺害されてしまう。その際ミュラーはパンドラの殺害に反対したため、邪神としての烙印を押され地底深くに封印されてしまう。
直後に天上人が地上に攻め降りてきたため、ダンテが人間を率いてこれに応戦。同時にダンテはベアトリーチェを創造する。後に聖魔大戦といわれることになるその戦いは長期間に渡り続いた。いつ終わるとも知れない戦いに人類滅亡の危機感を抱いたグランドール・マール・ダイゲンの3人は、天上界と手を結びダンテを封印する。それによって戦いは終結し、地上の人間たちは地底に移住していった。
終戦後に5大柱神は新しい人間とエルフを創造する。グランドールはフローディアと結婚しグランドール王国を建国、人間を統括していった。マールとダイゲンは5大柱神から永遠の命を授かり、バッツがマールに弟子入りした。
以降約1000年にわたり安泰に過ぎていった。しかし、エルフ内で信仰の対立から争いが起き、以降各地で様々なひずみが生まれ戦乱が広がっていく。

## 登場キャラクター

### ガーディアン（主人公）
- ダークカイザー系
  - ネメシス
    - 滅亡したグランドール王国の第一王子。王国を再建するため、唯一の肉親であるメビウスのため、アルガニスタン国の黒竜騎士団の指揮官に身をやつしている。

  - メビウス
    - ネメシスの双子の妹で黒竜騎士団の副官。10年前、ネメシスの命を救うため魔族と契約をし、以降身体をのっとられている。しかし、それを隠し妹のフリをし続けている。
- ライトロード系
  - クルーガ
    - ノースホルン王。元はグランドール国の近衛隊長だったのだが、王の悪政を見るに見かねて反乱を起こし王国を滅ぼした。民の笑顔のため自治都市ノースホルンを建国した。

  - クシー
    - クルーガの一人娘。おてんばでしっかりもの。クルーガと元グランドール王妃の間にできた子だが、本人はそのことを知らない。
- シャーマン系
  - アルビオ
    - エルフ族の若者。ダークエルフの血を継いでいるため村では迫害されている。村を守るために長になることを希望していたが、村人はリュートを長に選ぶ。そんな村人たちを見返すため、禁断の洞窟に入りダンテの仮面に手を出してしまう。

  - リュート
    - アルビオの幼馴染。生まれつき魔力が高く、神の子として大事に育てられていた。いつもアルビオの心配をしている。
- ウィザード系
  - バッツ
    - 約1000年前、マールが所持している大魔道辞典を盗み出そうとするが、返り討ちにあい子供の姿のまま成長しない呪いを掛けられてしまった。それ以来マールを執拗に狙い続けている。

  - マール
    - 世界最初の人間パンドラから生み出された5将星の一人。何度も転生を重ね、強大な魔力を維持し続けている。現在の身体は、元グランドール王妃のもの。
- ネクロマンサー系
  - ダイゲン
    - 世界最初の人間パンドラから生み出された5将星の一人。世界征服を企むMDGを創設したのだが、部下の裏切りにあい追い出されてしまった。孫娘のポポロンと共に復讐計画を練っている。

  - ポポロン
    - ダイゲンの孫娘。正体は、聖魔大戦で命を落としたベアトリーチェ。ダイゲンの力によって甦り、新たな身体と名前を与えられた。
- トラッパー&ワイルドハーフ系
  - アンドレイ・サージ
    - ダイゲンの影に怯えるMDGが雇ったトラッパー。罠に関しては右に出るものがいないほどの使い手。

  - アマリリス
    - モンスターに育てられた少女。MDGに拾われ、肉体を改造された。母親に会うことを夢見ている。

### その他のキャラクター
- 魔王ダンテ
  - 世界最初の人間パンドラから生み出された5将星の一人。永き封印から目覚めようとしている。
- カミル
  - クルーガの側近。漫画版ダンジョンセイバーの主人公。
- サキョウ
  - クルーガの側近。D・スナイパー。
- デシベル
  - ダイゲンの助手のヴァンパイアロード。わがままな主人に振り回されている。

## スタッフ
- 代表ディレクター：鈴木順一
- プロデューサー、ディレクター、メイン・プランナー：菊地宏
- キャラクター・デザイン：おおつきべるの
- メイン・プログラム：高見初秋
- プログラム：吉田俊介、木須浩司、植木正好
- 企画：くぼたとしあき
- グラフィック：中村鉄嗣、河野隆司、わかなりょうじ
- 音楽：足立美奈子
- 効果音：横田拓也、あおきまこと
- サウンド・プログラム：鈴木清
- パブリシティー：さはらともこ、うえだきょうび

## 評価
ゲーム誌『ファミ通』の「クロスレビュー」では合計20点（満40点）となっている。
ゲーム評論家界隈では軒並み評価の低いJ・ウィングの作品ではあるが、本作もクソゲー扱いされている。一方で、複雑だが作り込まれたゲームシステムなど評価される点もある。しかしこのゲームの評価を下げているのはゲーム本『ゲームボーイクソゲー番付』ではバグの存在であると指摘している。2017年に発売されたゲーム関連のムックのあるライターはかつて社会科見学として当時赤羽に所在していたJ・ウィングを訪れたが、本作を紹介する時の社員の顔は自信と期待に満ちていた。クソゲーに対して「悲しみ」を述べ上げる時、それは大抵皮肉交じりだが、そのムックで本作のレビューを書いたライターは本当に残念な気持ちになっていたという。

## 関連商品
- ダンジョンセイバー公式ガイドブック
  - 2000年8月4日発売、エニックス刊、ISBN 4-7575-0280-X
    - 攻略情報や設定情報と共に、月刊少年ガンガンで連載されたおおつきべるのの外伝漫画『ノースホルン物語』も収録されている。しかし、その漫画で写植抜けが複数発生し、作者本人のウェブサイトで該当ページの情報が公開されていた（現在は公開を終了している）。当該ページのWeb archive